# Soroka-vorovka
Soroka-vorovka (Сорока-воровка) è un film del 1958 diretto da Naum Michajlovič Trachtenberg.